# Gopplasgrün

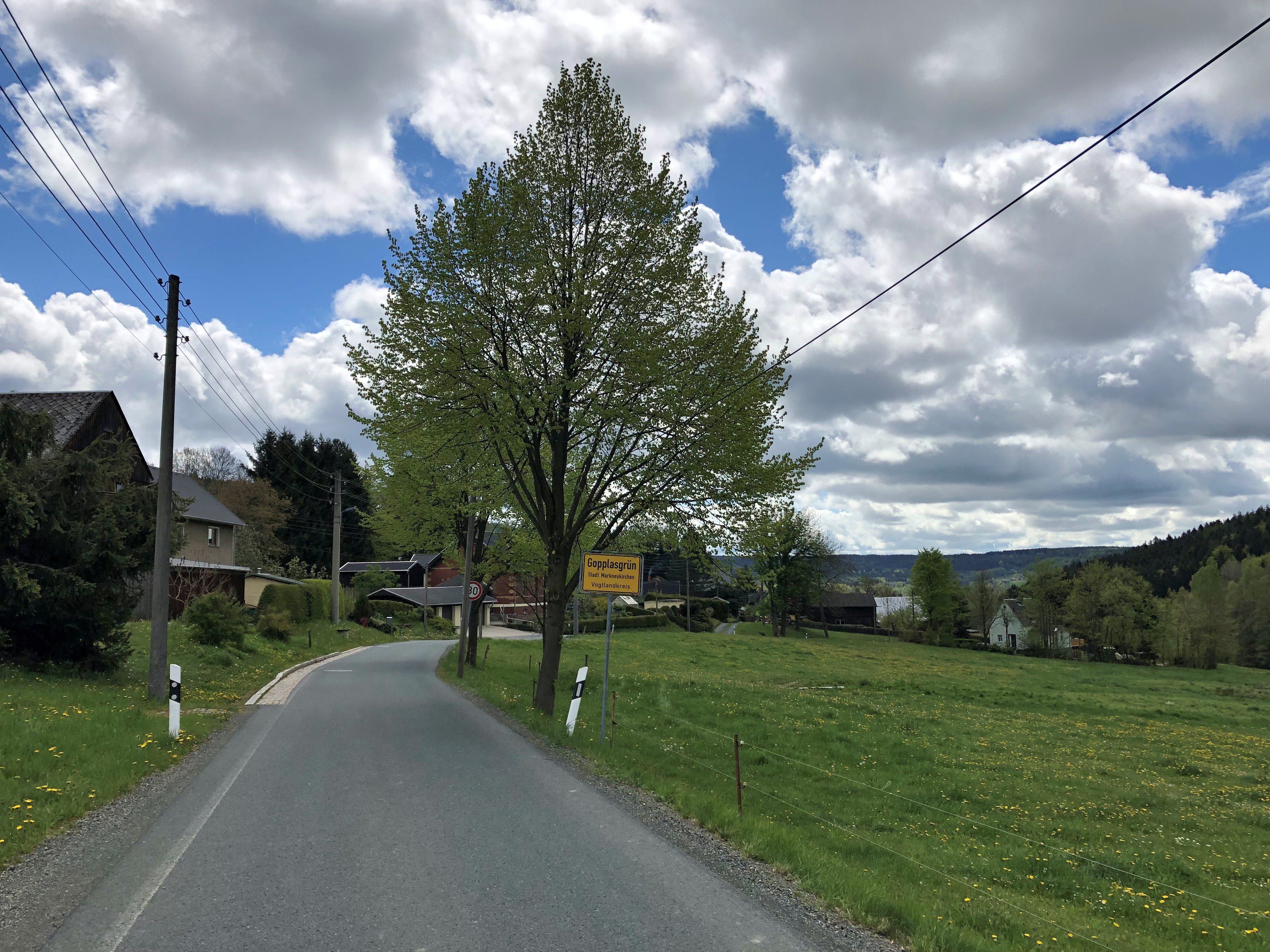
Ortseingang Gopplasgrün (2019)

Gopplasgrün ist ein Ortsteil der Stadt Markneukirchen im Vogtlandkreis im Freistaat Sachsen. Er wurde am 1. Januar 1936 nach Erlbach eingemeindet und kam mit dieser Gemeinde am 1. Januar 2014 zur Stadt Markneukirchen.

## Geografie

### Lage
Gopplasgrün liegt im Süden des sächsischen Teils des historischen Vogtlands bzw. Oberen Vogtlands, gehört jedoch bezüglich des Naturraums zum äußersten Westen des Westerzgebirges, am Übergang zum Elstergebirge. Nordöstlich des Orts liegt der Gipfel Hoher Brand (802,8 m ü. NN). Gopplasgrün liegt im Tal des „Gopplasgrüner Bachs“, der im Süden in den Schwarzbach, einem Zufluss der Weißen Elster, entwässert. Gopplasgrün liegt im Naturpark Erzgebirge/Vogtland. Im Bereich der „Gopplasgrüner Höhe“ wird die nördliche Ortsflur von der Bundesstraße 283 tangiert.

### Nachbarorte
| Friebus    | Zwotental                                   | Oberzwota, Zwota |
| Wohlhausen | Kompassrose, die auf Nachbargemeinden zeigt | Landesgemeinde   |
|            | Erlbach mit Kegel                           |                  |

## Geschichte

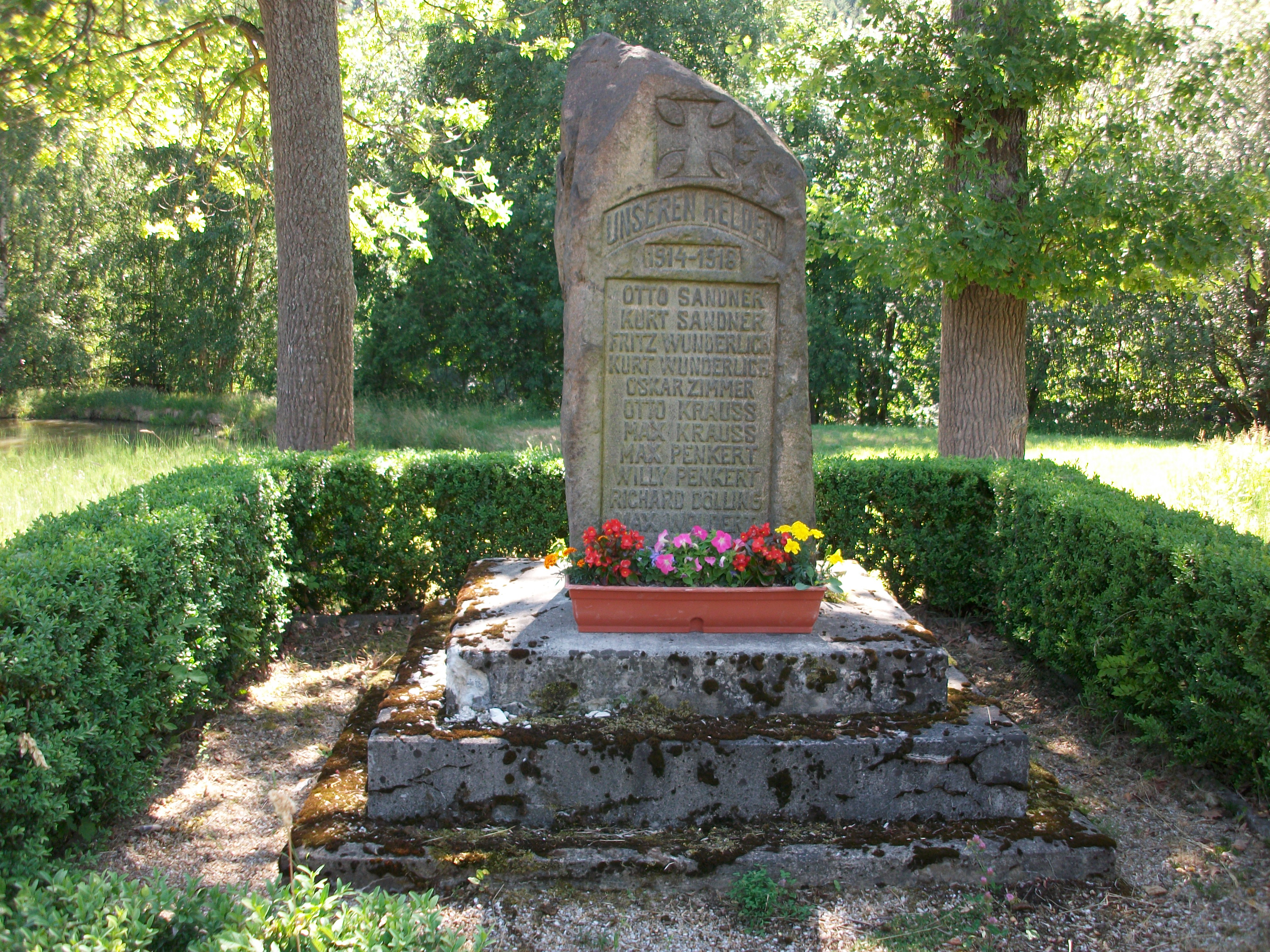
Gefallenendenkmal Gopplasgrün

Gopplasgrün wurde im Jahr 1310 als „Gopoldsgrun“ erwähnt. Bezüglich der Grundherrschaft war der Ort bis ins 19. Jahrhundert geteilt. Ein Teil gehörte zum Rittergut Erlbach oberen Teils, der andere Anteil unterstand als Amtsdorf bis 1856 direkt dem kursächsischen bzw. königlich-sächsischen Amt Voigtsberg. Zu dieser Zeit zählte auch die im Nordwesten gelegene Siedlung Friebus zu Gopplasgrün. Um 1875 gehörte diese zu Wohlhausen. Nach 1856 gehörte Gopplasgrün zum Gerichtsamt Markneukirchen und ab 1875 zur Amtshauptmannschaft Oelsnitz.
Am 1. Juni 1936 wurde Gopplasgrün nach Erlbach eingemeindet. Durch die zweite Kreisreform in der DDR kam Gopplasgrün als Ortsteil der Gemeinde Erlbach im Jahr 1952 zum Kreis Klingenthal im Bezirk Chemnitz (1953 in Bezirk Karl-Marx-Stadt umbenannt), der im Jahr 1990 als sächsischer Landkreis Klingenthal fortgeführt wurde und 1996 im Vogtlandkreis aufging. Mit der Eingliederung der Gemeinde Erlbach in die Stadt Markneukirchen wurde Gopplasgrün am 1. Januar 2014 ein Ortsteil von Markneukirchen.
Bis 2022 trug Gopplasgrün den Titel „staatlich anerkannter Kurort“ (Luftkurort).

### Entwicklung der Einwohnerzahl
| Jahr | Einwohnerzahl                             |
| ---- | ----------------------------------------- |
| 1583 | 7 besessene Mann, 1 Häusler               |
| 1764 | 11 besessene Mann, 4 Häusler, 1 2/3 Hufen |
| 1834 | 132                                       |
| 1871 | 163                                       |

| Jahr | Einwohnerzahl |
| ---- | ------------- |
| 1890 | 164           |
| 1910 | 176           |
| 1925 | 161           |

## Sehenswürdigkeiten

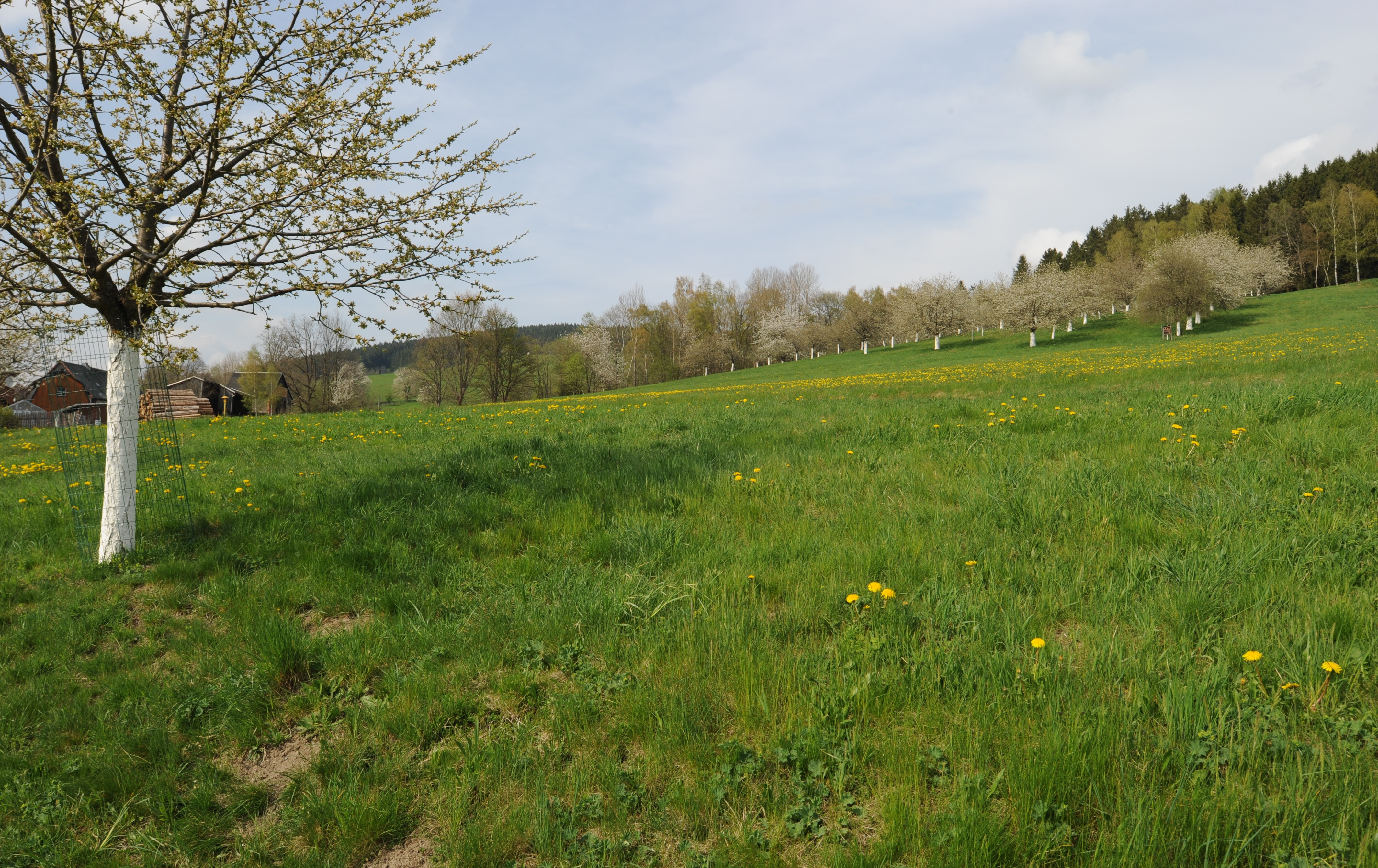
Berghang mit Streuobstwiese am Rande des Dorfes (Frühjahr)

Bei Schnee führt die 9 km lange „Hohe-Brand-Loipe“ über den nordöstlich von Gopplasgrün gelegenen Berg „Hoher Brand“. Die Loipe beginnt am Parkplatz „Gopplasgrüner Höhe“ an der Bundesstraße 283 und endet im Ort Landesgemeinde.